# Julius Ludorf
Julius Ludorf (Oer-Erkenschwick, 2 de diciembre de 1919 - Oer-Erkenschwick, 1 de febrero de 2015) fue un entrenador y futbolista alemán que jugaba en la demarcación de delantero.

## Biografía
Debutó como futbolista en 1935, con tan solo 16 años, con el SpVgg Erkenschwick. Jugó durante cinco años, hasta que en 1940 fichó por el Hannover 96, con quien ganó el Sportbereichsklasse Niedersachsen, ascendiendo de esta manera a la Gauliga, máxima categoría del fútbol alemán desde 1933 hasta 1945. Posteriormente, volvió al SpVgg Erkenschwick, jugando en la Gauliga. En 1946 firmó por un año por el Kickers Offenbach, volviendo de nuevo al SpVgg Erkenschwick retirándose en 1953. Justo la temporada en la que se retiró, ejerció el cargo de entrenador del club, que le vio colgar las botas durante un año.
Falleció el 1 de febrero de 2015 a los 95 años de edad.

## Clubes

### Como futbolista
| Club               | País                | Año         |
| ------------------ | ------------------- | ----------- |
| SpVgg Erkenschwick | Alemania Occidental | 1935 - 1940 |
| Hannover 96        | Alemania Occidental | 1940 - 1941 |
| SpVgg Erkenschwick | Alemania Occidental | 1943 - 1946 |
| Kickers Offenbach  | Alemania Occidental | 1946        |
| SpVgg Erkenschwick | Alemania Occidental | 1946 - 1953 |

### Como entrenador
| Club               | País                | Año         |
| ------------------ | ------------------- | ----------- |
| SpVgg Erkenschwick | Alemania Occidental | 1953 - 1954 |